# Extracte lliure de nitrogen
L'extracte lliure de nitrogen que més pròpiament s'hauria de dir refinat lliure de nitrogen, obtingut en una anàlisi de laboratori d'aliments per ahumans i per a animals, s'obté com a diferència entre el pes de la mostra d'un aliment i la suma dels altres paràmetres mesurats (humitats, cendres, greix, proteïnes, i fibra crua). L'extracte lliure de nitrogen és necessari per realitzar el càlcul del total de nutrients digeribles.
Representa aproximadament als hidrats de carboni lliures de cel·lulosa.
Normalment es fa mitjançant un extractor del tipus Soxhlet.